# 三枚橋站

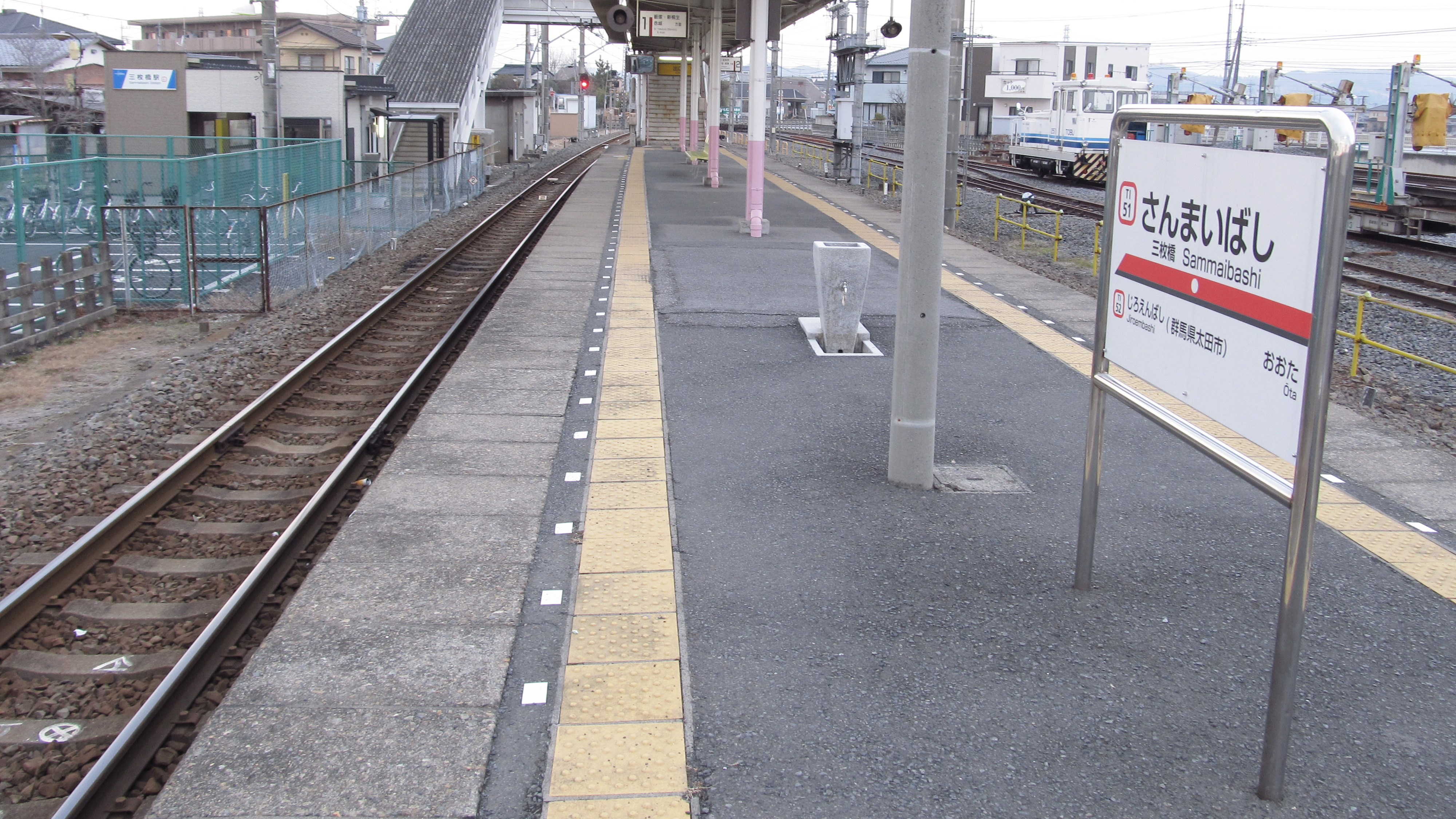
月台（2014年12月）

三枚橋站（日语：／ Sanmaibashi eki */?）是日本群馬縣太田市，屬於東武鐵道桐生線的鐵路車站。車站編號TI 51。

## 歷史
- 1913年（大正2年）3月19日 - 開業。
- 2009年（平成21年） - 站房改建。

### 站名由來
江戶時代，天笠治良右衛門（あまがさじろえもん）見此地多次洪水，為降低民眾不便架了三座橋而得名。

## 車站構造
本站是島式月台1面2線的地面車站，也是桐生線內唯一的簡易委託站。站房位於線路西側，並透過天橋與月台連接。站內設有乘車站證明書發行機與PASMO簡易感應機。

### 月台配置
| 月台 | 路線   | 方向 | 目的地   |
| ---- | ------ | ---- | -------- |
| 1    | 桐生線 | 下行 | 赤城方向 |
| 2    | 桐生線 | 上行 | 太田方向 |

## 使用情況
2018年（平成30年）度1日平均上下車人次為695人。
近年一日平均上下車人次如下表。
| 年度               | 一日平均上下車人次 |
| ------------------ | ------------------ |
| 2003年（平成15年） | 369                |
| 2004年（平成16年） | 374                |
| 2005年（平成17年） | 374                |
| 2006年（平成18年） | 371                |
| 2007年（平成19年） | 394                |
| 2008年（平成20年） | 438                |
| 2009年（平成21年） | 436                |
| 2010年（平成22年） | 432                |
| 2011年（平成23年） | 508                |
| 2012年（平成24年） | 546                |
| 2013年（平成25年） | 591                |
| 2014年（平成26年） | 597                |
| 2015年（平成27年） | 595                |
| 2017年（平成29年） |                    |
| 2018年（平成30年） | 695                |

## 車站周邊
- 太田警察署（日语：太田警察署 (群馬県)）
- 太田市消防本部（日语：太田市消防本部）、中央消防署
- 太田鳥山郵便局

## 相鄰車站
東武鐵道
 桐生線
太田（TI 18）－三枚橋（TI 51）－治良門橋（TI 52）

## 外部連結
- 三枚橋（車站資訊） - 東武鐵道